# Mabel og Fattys Ægteskab
Mabel og Fattys Ægteskab er en amerikansk stumfilm fra 1915 af Fatty Arbuckle.

## Medvirkende
- Mabel Normand som Mabel
- Roscoe 'Fatty' Arbuckle som Fatty
- Al St. John
- Joe Bordeaux
- Josef Swickard